# Guglielmo di Champeaux
Guglielmo di Champeaux (Champeaux, 1070 – Châlons-en-Champagne, 18 gennaio 1121) è stato un filosofo, teologo e vescovo cattolico francese.

## Biografia
Dopo aver studiato a Parigi sotto Manegoldo di Lautenbach e poi sotto Anselmo di Laon e Roscellino, insegnò nella scuola di Notre-Dame, di cui fu arcidiacono nel 1103. Tra i suoi allievi vi era Pietro Abelardo, con quale entrerà poi in polemica. Nel 1108 lasciò le sue dignità ecclesiastiche e si ritirò nell'abbazia di canonici regolari di San Vittore, che divenne sede di una celebre scuola di teologia. Vescovo di Châlons-en-Champagne, prese parte alla lotta per le investiture, appoggiando le posizioni della Chiesa e rappresentando papa Callisto II nel concilio di Mousson.
Nelle opere che ci sono pervenute, sostenne che i bambini che muoiano non battezzati sono necessariamente dannati, essendo l'anima infetta dai peccati del corpo e afferma che la volontà di Dio non può essere oggetto di discussione. Sostenne anche la teoria della creazione di un'anima per ciascun corpo.
Sostenne la dottrina della communitas universalium, ossia che l'essenza delle specie apparterrebbe a tutti gli individui, persone o cose, distinguendosi queste ultime solo per i loro accidenti, come il colore, il sapore, il peso, ecc.; in tal modo, gli individui Socrate e Platone avrebbero in comune l'essenza "uomo", distinguendosi fra di loro per caratteristiche individuali. In logica fu il principale assertore nel medioevo della concezione realistica degli universali. Gli universali secondo Guglielmo di Champeaux esistono nella mente di Dio "Ante rem" come modelli trascendenti delle cose particolari. Esistono "In re" come forme sostanziali delle cose, e "post rem" come concetti esistenti nell'intelletto umano.
In seguito all'obiezione di Abelardo, secondo la quale se l'essenza "uomo" appartiene interamente all'individuo Socrate non può appartenere contemporaneamente all'individuo Platone, Guglielmo modificò la sua teoria, sostenendo che ogni cosa individuale, distinta da qualunque altra, è tuttavia la stessa nell'indifferenza (non - differenza) della sua essenza: così, Socrate e Platone sono uomini distinti in quanto hanno accidenti diversi e tuttavia non sono differenti.
Fu maestro di Ugo di San Vittore.

### Opere
- Sententiae, in Lottin, Odon.  Psychologie et morale aux XIIe et XIIIe siècles. T. V. Problèmes d'histoire littéraire. L'école d'Anselme de Laon et de Guillaume de Champeaux, Gembloux: Duculot, 1959, pp. 190-227.(prima edizione: Georges Lefèvre, Les variations de Guillaume de Champeaux et la question des universaux. Etude suivie de documents originaux, Lille 1898).

### Studi
- Bertola, Ermenegildo. Le critiche di Abelardo ad Anselmo di Laon ed a Guglielmo di Champeaux, in «Rivista di filosofia neoscolastica», 52, 1960.
- Cameron, Margaret. What's in a Name? Students of William of Champeaux on the Vox Significativa,  Bochumer Philosophisches Jahrbuch fur Antike und Mittelalter 9, 2004, pp.  93-114.
- Grabmann, Martin. Storia del metodo scolastico, Firenze: La Nuova Italia, 1980.
- Iwakuma, Yuko. Pierre Abélard et Guillaume de Champeaux dans les premières années du XII siècle: une étude préliminaire, in Joël Biard (éd.), Langage, sciences, philosophie au XII siècle, Paris: Vrin 1999, pp. 93-124.
- Iwakuma, Yuko. William of Champeaux, On Aristotle's Categories, in Joël Biard, Irène Rosier-Catach (éds.), La tradition médiévale des Catégories (XII - XV siècle), Louvain-Paris: Peeters, 2003, pp. 313-328.
- Jolivet, Jean. Données sur Guillaume de Champeaux dialecticien et théologien, in L'abbaye parisienne de Saint-Victor au Moyen Âge, Paris-Turnhout, Brepols, 1991, pp.235-251.
- Lefèvre, George. Les variations de Guillaume de Champeaux et la question des universaux: étude suivie de documents originaux, Lille, 1898.
- Lottin, Odon. Psychologie et morale aux XIIe et XIIIe siècles. Tome V. Problèmes d'histoire littéraire. L'école d'Anselme de Laon et de Guillaume de Champeaux, Gembloux: Duculot, 1959.
- Mews, Constant. Logica in the Service of Philosophy: William of Champeaux and his Influence, Rener Berndt (ed.), Schrift, Schreiber, Schenker. Studien zur Abtei Sankt Viktor in Paris und de Viktorinen, Berlin, Aksademie Verlag, 2005, pp. 77-117.
- Michaud, Eugène (Abbé). Guillaume de Champeaux et les écoles de Paris au XIIe siècle, Parigi, Didier et Cie, 1867.